# Piter Merholc
Piter Merholc je postao svjetski poznat kao lider u istraživanju korisničkog (potrošačkog) iskustva. Njegovi blogovi i eseji za kompaniju Adaptive Path pokazuju njegova predviđanja o problemima informacione arhitekture, organizacijskih promjena i proizvodnih strategija. Piterova želja za liderstvom se najviše ogleda u tome što ga smatraju tvorcem termina „blog“ iz 1999. godine.

### Naučni rad
Piter Merholc je predsjednik i jedan od osnivača kompanije Adaptive Path. Više od šest godina, Merholc je ključni faktor u razvoju mogućnosti njegove kompanije da ponudi svjetski kvalitetno savjetovanje, trening i organizovanje javnih nastupa.
U kompaniji Adaptive Path, Merholc je počeo sa fokusom na informacionu arhitekturu, a vremenom je razvio svoje znanje i uključio proizvodne strategije, istraživanje korisnika i razvojni trening. Sarađivao je sa različitim klijentima, među kojima su velike kompanije Intel, Vanguard i United Airlines, ali i one manje: SocialText i Rojo.
Piter Merholc je autor knjige „Tema za promjenu: Stvaranje sjajnih proizvoda i usluga za nesiguran svijet“, koja je izdata u aprilu 2008. godine. Iste godine organizovana je istoimena prezentacija na Svjetskoj mreži.

### Blog i Veblog
Na prvi pogled, čini se da je riječ „weblog“ skraćena verzija od „web log“, koja je takođe skraćenica od termina „World Wide Web log“. Međutim, detaljna analiza termina govori da postoji istorija ovog termina koja dokazuje ko je pravi autor, te šta termin znači.
- Termin „WebLog“ prvobitno je upotrijebio Džon Berger na svojoj stranici 1997. godine. Berger kaže da nikada nije koristio „web log“ i sve svoje stranice naziva „weblogovima“.[5]
- Nakon Bergerovog termina „weblog“, nekoliko najranijih blogera ipak koristi riječ „web log“ kao alternativu. Pretraživanje po ključnoj riječi „weblog“ na Gugl pretraživaču daje 4.620.000 rezultata, a pretraživanje prema riječi „web log“ daje 383.000 rezultata.[6][7]
- Najviše odrednica za „weblog“ i „blog“ na sajtu Oxford English Dictionary Online koriste riječ „weblog“, a ne „web log“. Preokret nastaje kada Piter Merholc objavljuje svoje viđenje termina na sajtu Internet arhive. „Odlučio sam da izgovaram riječ weblog kao wee-blog. Ili ukratko, blog.“[8][9]

Piter Merholc kaže da je stvorio termin 1999. godine kada je, igrajući se, razbio riječ u „we blog“, a vremenom je termin prihvaćen kao glagol i kao imenica.

### Citati
Neki od najpoznatijih citata Pitera Merholca:
„Ono što je važnije od procesa je stanje uma. A kada je u pitanju dizajn interakcije, to stanje uma ima sposobnost empatije da bolje razumije korisnike, kao i za kreiranje nečeg sjajnog za njih“
„Misli o dizajnu kao o aktivnosti u koju se mogu uključiti svi u organizaciji ... dizajn nije privilegija specijalne elitističke grupe. Dizajn mora biti utemeljen u organizaciji – to je nešto u šta se mogu svi uključiti.“

## Spoljašnje veze
- Intervju: Piter Merholc[мртва веза]
- Istorija blogovanja
- Vremenski razvoj bloga